# بيلي رأي بيتس
بيلي رأي بيتس (بالإنجليزية: Billy Ray Bates)‏ مواليد 31 مايو 1956 في كوسيوسكو، هو مدرب كرة سلة أمريكي ولاعب سابق. تم اختياره من قبل فريق هيوستن روكتس خلال الدرافت.

## المسيرة الاحترافية
لعب مع بورتلاند ترايل بلايزرز من سنة 1979 إلى 1982، ثم لعب مع واشنطن ويزاردز في سنة 1982، ثم لعب مع لوس أنجلوس ليكرز في سنة 1983، ثم لعب مع بارانجي جينبرا سان ميغيل من سنة 1986 إلى 1988.

## روابط خارجية
- بيلي رأي بيتس على موقع إن بي أي (الإنجليزية)
- بيلي رأي بيتس على موقع سبورتس رفرنس (الإنجليزية)
- بيلي رأي بيتس على موقع ريلجم (الإنجليزية)